# 第293步兵師 (德國國防軍)
德國國防軍陸軍第293步兵師（德語：293. Infanterie-Division）是納粹德國國防軍陸軍的一個步兵師。該師於1940年2月組建。
該師組建後，首次作戰為參與1940年入侵法國行動。1941年6月，該師參與巴巴羅薩行動，此後一直在東線作戰。
該師最後於1943年11月在烏曼遭受重創後解散，其殘部歸入其他部隊。

## 註腳
1. ↑  Mitcham（2007年）